# Xerxes Ekman
Portugal 2021

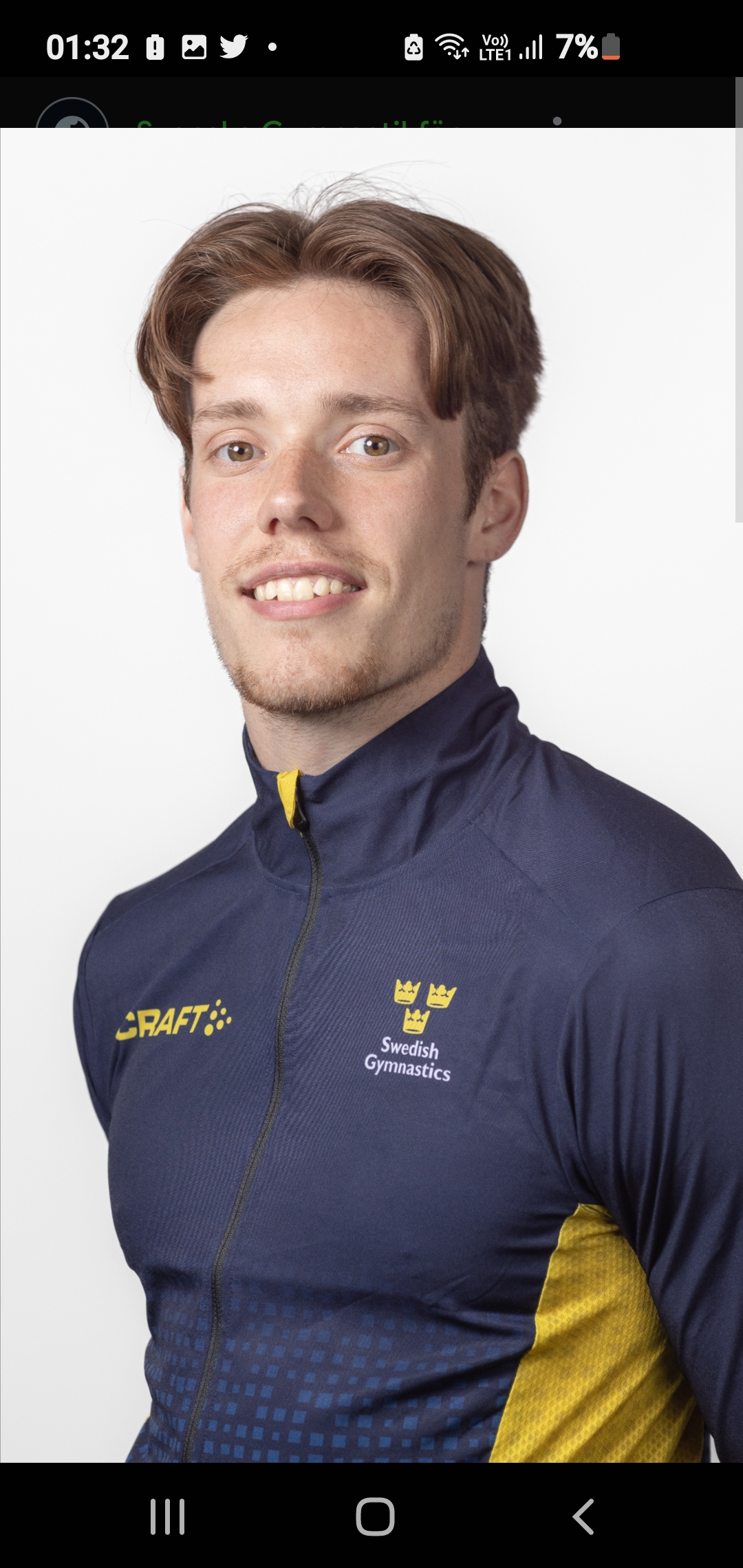
Xerxes Ekman

Xerxes Bonny Emil Ekman, född 17 april 1999 i Sundsvall, är en svensk landslagsgymnast inom truppgymnastik som tävlar för KFUM gymnastikförening.
Ekman började med parkour i Sundsvallsgymnasterna Jaktfalken som elvaåring för att sedan gå över till truppgymnastik som tolvåring. Han ingick i Norrlandslaget fram till 15 års ålder då han gick över till Gefle gymnastikförening och deras seniorlag. Hösten 2019 bytte Ekman klubb till KFUM:s herrlag.
Han debuterade i SM-sammanhang på Senior-SM i truppgymnastik 2015 där han med sitt lag Västerås/Gefle GF tog SM-guld  i mixedklassen.
År 2018 tog han åter, guld denna gång tillsammans med Gefle GF. 
Ekman togs första gången ut i svenska herrlandslaget 2018 som resulterade i ett EM-silver vid europamästerskapen i Lissabon i Portugal. 2021 tog Ekman tillsammans med herrlandslaget EM-Guld i Guimares, Portugal.
2022 var Ekman tillsammans med herrlandslaget med på EM i Luxemburg och tog hem ett brons bakom Danmark och Norge. Under SM-veckan i Umeå 2023 var Ekman med i laget som tog tillbaka guldet till KFUM i herrklassen i truppgymnastik. 
Under Nordiskamästerskapen 2023 i Reykjavik tog KFUM med Ekman brons i herrklassen. 